# 龚建忠
龚建忠（1953年—），男，江苏太仓人，中华人民共和国政治人物、外交官。

## 生平
1977年，龚建忠从北京外国语学院英语系毕业，奉派前往冰岛，学习冰岛语。后曾在驻冰岛大使馆、外交部新闻司、驻英国大使馆、外交部驻香港特派员公署任职。2002年，任外交部新闻司副司长。2004年9月，出任中华人民共和国驻曼彻斯特总领事。2009年曾在复旦大学国际问题研究院担任3个月驻所研究员。2010年8月，出任中华人民共和国驻加纳大使。2014年3月，自驻加纳大使离任，改任中国公共外交协会副会长。

## 家庭
已婚，有一女。